# 米奇斯瓦夫·魏因贝格
米奇斯瓦夫·萨穆伊洛维奇·魏因伯格（俄语：Мечи́слав Самуи́лович Ва́йнберг；1919年12月8日—1996年2月26日），原名莫伊谢·魏因伯格（波蘭時期）和莫伊谢伊·萨穆伊洛维奇·魏因伯格（苏联时期），波兰犹太人出身的苏联和俄罗斯作曲家、钢琴家。早年在华沙音乐学院学习，1939年德军入侵后全家被屠杀，他逃到苏联，先在塔什干工作。1943年，所作《第一交响曲》得肖斯塔科维奇赏识，移居莫斯科。1953年，因是犹太人被苏联当局以莫须有罪名逮捕，幸而斯大林去世，被释放。后一直居住在莫斯科。
魏因伯格是一位风格保守的多产作曲家，作品在一定程度上受肖斯塔科维奇的影响，但风格更加平静深刻，较少讽刺性，仍常带有明显的政治和民族色彩。